# Apeadero de Prilhão-Casais
El Apeadero de Prilhão-Casais fue una plataforma ferroviaria del Ramal da Lousã, que servía a las localidades de Prilhão y Casais, en el Distrito de Coímbra, en Portugal.

## Historia

### Apertura al servicio
Este apeadero se situaba en el tramo entre Lousã y Serpins del Ramal da Lousã, que fue abierto a la explotación el 10 de agosto de 1930, por la Compañía Real de los Caminhos de Ferro Portugueses.

### sigloXXI
En febrero de 2009, la circulación en el Ramal da Lousã fue temporalmente suspendida para la realización de obras, siendo los servicios sustituidos por autobuses.
El tramo entre las Estaciones de Serpins y Miranda do Corvo fue cerrado el 1 de diciembre de 2009, para las obras de construcción del Metro Mondego.